# Regard
Dardan Aliu (Ferizaj, 23 juli 1993), beter bekend onder zijn artiestennaam Regard, is een Kosovaars-Albanees dj en muziekproducent. Hij is onder andere bekend van de singles Ride It, een remix van het gelijknamige nummer van Jay Sean, en Secrets, een samenwerking met Raye.

## Biografie
Aliu werd geboren op 23 juli 1993 in een Albanese familie in Ferizaj, Kosovo. In 2019 bracht hij onder zijn artiestennaam Regard de House single Ride It uit, een cover van de single van Jay Sean. Deze cover werd op het platform TikTok 4.1 miljoen keer beluistserd. Kort hierna tekende Regard een platencontract op het label Ministry of Sound en bracht hierop zijn cover van Ride It als single uit in juli 2019. De single Ride It behaalde de eerste plaats in de Spotify hitlijsten in de Verenigde Staten en behaalde daar een miljoen streams. Tegen het einde van augustus 2019 was het nummer 2.4 miljoen keer beluisterd op Spotify in de Verenigde Staten en stond het in de Billboard Hot Dance/Electronic Songs ranglijst op nummer 21. In het Verenigd Koninkrijk werd het nummer ook extreem veel gedraaid op BBC Radio 1, BBC Asian Network, Kiss FM en Hits Radio. In Ierland behaalde het nummer ook de eerste plaats in de hitlijsten. In het Verenigde Koninkrijk behaalde Ride It de tweede plaats in de UK Singles Chart, In Australië behaalde de single de derde plaats. In de Nederlandse Top 40 behaalde het nummer de vierde plaats. Door het hoofd van muziekpartnerschappen van TikTok Europa werd Regards succes omschreven als een 'goed voorbeeld hoe TikTok als platform kan dienen om zijn of haar muziek voor te stellen aan het grote publiek'. Regard mocht samen met Jay Sean optreden tijdens een speciale editie van het televisieprogramma Top of the Pops op oudejaarsavond op de BBC op 30 december 2019. Tegenover Headliner Magazine onthulde Regard dat hij de remix van Ride It heeft bedacht tijdens een dronken bui: "Ik was erg dronken teruggekomen in mijn appartement na een optreden en luisterde naar Jay Sean's nummer. Het bleef maar in mijn hoofd zitten en het geluidssysteem maakte de perfecte combinatie van het nummer. Op het moment dat ik thuiskwam werd het basisidee voor de Ride It remix gevormd."
Regard bracht op 23 april 2020 in samenwerking met de Britse singer-songwriter Raye de single Secrets uit. De single behaalde de top tien van de UK Singles Chart en behaalde hier eveneens de zilveren status. Ook behaalde de single de top 20 in meerdere Europese landen, waaronder Nederland, België en Polen. In de Nederlandse Top 40 behaalde het nummer de elfde plaats. Ook werd de single door Radio 538 uitgeroepen tot Dancesmash.

## Discografie

### Singles
| Jaar | Titel                                       |
| ---- | ------------------------------------------- |
| 2019 | Ride It                                     |
| 2020 | Secrets (met Raye)                          |
| 2020 | Say My Name (met Dimitri Vegas & Like Mike) |
| 2021 | You (met Troye Sivan en Tate McRae)         |
| 2021 | Signals (met Kwabs)                         |
| 2022 | Hallucination (met Years & Years)           |
| 2022 | No Love For You (met Drop-G)                |
| 2023 | New York (met Steve Aoki en Mazie)          |
| 2023 | No Sleep (met Ella Henderson)               |
| 2024 | Can't Stop Us                               |
| 2024 | Stay Another Night (samen met Cheat Codes)  |

- International Standard Name Identifier: 0000 0004 6605 5493
- Library of Congress Control Number: no2021101927
- MusicBrainz: 85f11607-6ed7-4a36-af69-dcadd32ad277
- Virtual International Authority File: 9159939263325251003